# Цуцкан
Цуцкан — река в Волгоградской и Ростовской областях России, левый приток Чира (бассейн Дона). Длина 78 км, площадь бассейна 1000 км². Течёт по холмистой степной местности.

## Общая физико-географическая характеристика
Цуцкан берёт начало на Донской гряде (выше хутора Чеботарёвский). От хутора Чеботарёвский и до хутора Старосенюткин Цуцкан течёт почти строго на юг. Высота и крутизна обоих берегов почти одинакова. Долина реки изрезана многочисленными балками и оврагами. Ниже хутора Старосенюткина начинается среднее течение реки, Цуцкан поворачивает на юго-запад, ниже хутора Малахов течёт с востока на запад, однако приближаясь к Чиру резко поворачивает на юг. Цуцкан маловоден, в верхнем течении пересыхает.
Цуцкан протекает по территории Серафимовичского района Волгоградской области (большая часть бассейна) и Советского района Ростовской области (низовья реки).

### Бассейн
- Чир[2]
  - р. Река без названия, в 2 км к югу от хутора Большой — (левая составляющая) - 55 км от устья
  - р. Гусынка (правая составляющая) - 38 км от устья

### Населённые пункты
От истока к устью: хутора Чеботарёвский, Котовский, Большой, Блиновский, Старосенюткин, Гусынка, Варламов, Пронин, Малахов, Хохлачёв, Пичугин (все относятся к Серафимовичскому району Волгоградской области).